# Racopilum verrucosum
Racopilum verrucosum är en bladmossart som beskrevs av Theodor Carl Karl Julius Herzog 1916. Racopilum verrucosum ingår i släktet Racopilum och familjen Racopilaceae. Inga underarter finns listade i Catalogue of Life.